# Piekielnica (góra)
Piekielnica (niem. Hollen Koppe, Góra Piekielnicka, 787 m n.p.m.) – szczyt w południowo-zachodniej Polsce, w południowo-zachodniej  części Gór Bialskich w Sudetach Wschodnich.
Wzniesienie w masywie szczytu Sucha Kopa, na południowo-zachodnim zbocza góry Pustosz, zbudowane z gnejsów. U podnóża biegnie Droga Morawska.

## Szlaki turystyczne
Doliną biegnie szlak turystyczny:
- niebieski E3 Stary Gierałtów - Kamienica.